# Yvonne Howell
Julia Rose Shevlin (Chicago; 31 de julio de 1905 - Hollywood; 27 de mayo de 2010), conocida como Yvonne Howell, fue una actriz estadounidense que desarrolló su carrera artística en el cine mudo.

## Biografía
Hija de la actriz de vodevil Alice Howell (1888-1961), en 1915 se asentó con su familia en California. Hizo su debut cinematográfico en la década de 1920 como una de las bañistas de Mack Sennett, teniendo papeles acreditados en Fashions for Women (1927), con Esther Ralston, y Somewhere in Sonora (1927), junto a Ken Maynard, entre otras. Esta última película se llevó a cabo en uno de los montes de México, donde Maynard viaja con ella a bordo de un carruaje tirado por caballos. Durante el rodaje, éstos se asustaron posiblemente debido a las circunstancias de la filmación y, si bien los actores fueron rescatados, el carruaje calló varios metros abajo. Además de incursionar en los géneros de la comedia y el drama, intervino con papeles secundarios en varios filmes bajo el seudónimo de Yvonne Howell. En total, participó en siete películas, entre ellas Harem Follies (1924), Take me Home (1928), Working Girls (1931), entre otras.
En 1928, conoció al director ganador del premio Oscar George Stevens durante una reunión en la casa del comediante Oliver Hardy, con quien se casaría en 1930 y tendría un hijo: George Stevens Jr., uno de los fundadores del American Film Institute. Luego de esto, abandonó su carrera artística para criarlo, pero se desempeñó como auxiliar de enfermería en los hospitales del ejército del sur de California durante la Segunda Guerra Mundial y más tarde sirvió como profesora voluntaria. El matrimonio se divorció en 1947 y Stevens murió en 1975. Howell apareció en una nota periodística de 1992, en la cual se cita que realizó importantes recaudaciones de dinero mediante la organización de bailes. Durante casi 60 años, fue miembro de uno de los hospitales de Ferntree Gully.
Retirada de la actividad (aunque fue citada en un documental de 1984 basado en la vida de su exmarido), falleció a los 104 años el 27 de mayo de 2010 a causa de una dolencia e insuficiencia cardíaca en su residencia de Hollywood. Al momento de su muerte, le sobrevivía su hijo (n. 1932), tres nietos y seis bisnietos.